# フィボナッチ数列の逆数和
数学において、フィボナッチ数列の逆数和（フィボナッチすうれつのぎゃくすうわ、英: reciprocal Fibonacci constant）、またはψは、フィボナッチ数列の逆数の総和として定義される数学定数である。
{\displaystyle \psi =\sum _{k=1}^{\infty }{\frac {1}{F_{k}}}={\frac {1}{1}}+{\frac {1}{1}}+{\frac {1}{2}}+{\frac {1}{3}}+{\frac {1}{5}}+{\frac {1}{8}}+{\frac {1}{13}}+{\frac {1}{21}}+\cdots .}
この和の連続した項の比は、黄金比の逆数に近づく。従って、ダランベールの収束判定法により、この和は収束する。
ψの値は、おおよそで以下のようになると知られている。
{\displaystyle \psi =3.359885666243177553172011302918927179688905133731\dots .}
ビル・ゴスパーは、この値の高速な数値近似のためのアルゴリズムを得た。フィボナッチ数列の逆数和自身はk個の項に対しO(k)桁の精度であるが、ゴスパーのSeries accelerationではk個の項に対しO(k 2)桁の精度である。
ψは無理数であると知られている。これはポール・エルデシュ、ロナルド・グラハム、Leonard Carlitzなどにより予想され、1989年、Richard André-Jeanninによって証明された。
フィボナッチ数列の逆数和が超越数(代数的数でない数)であるかは、分かっていない。
連分数展開(数列表記)は、
{\displaystyle \psi =[3;2,1,3,1,1,13,2,3,3,2,1,1,6,3,2,4,362,2,4,8,6,30,50,1,6,3,3,2,7,2,3,1,3,2,\dots ]\!\,}
のようになる。